# Pius-V.-Kirche
Pius-V.-Kirche ist der Name folgender Kirchen und Kapellen mit dem Patrozinium des heiliggesprochenen Papstes Pius V. bzw. Gotteshäuser, die nach ihm benannt sind: 
- St. Pius (Berlin), Berlin
- St. Pius (München), München
- San Pio V, Rom
- Krankenhauskirche Pius V. (Regensburg), Regensburg

Siehe auch:
- Piuskirche